# ¿Qué le pasa a mi familia?
¿Qué le pasa a mi familia? é uma telenovela mexicana produzida por Juan Osorio para Televisa e foi exibida pelo Las Estrellas de 22 de fevereiro a 11 de julho de 2021, substituindo Vencer el desamor e sendo substituída por Vencer el pasado. É um remake de um drama coreano de 2014, com o título What Happens to My Family?.
É protagonizada por Eva Cedeño e Mane de la Parra; antagonizada por Gabriela Platas, Gonzalo Peña (substituído por Fernando Noriega), René Casados, Lisette Morelos, Sherlyn González, Juan Martín Jáuregui e Beatriz Morayra; com atuações estelares de Julián Gil, Julio Bracho, Wendy de los Cobos, Paulina Matos e Gloria Aura; os primeiros atores Diana Bracho, César Évora e Rafael Inclán e as estrelas jovens Emilio Osorio, Daniela Ordaz Castro e Mauricio Abad.

## Enredo
Regina Rueda (Eva Cedeño) é uma mulher com objetivos claros e tem força para os atingir. Ela é assistente executiva do presidente de uma grande empresa de roupas e calçados. Devido a um fracasso sentimental, ele não acredita no amor. Patricio Iturbide (Mane de la Parra) é o diretor de uma das empresas de moda e calçados mais importantes do México. Ao conhecer Regina, a vida de Patricio dá uma grande guinada, levando-o a viver uma história de amor com ela. Da mesma forma, quando Doña Luz, uma viúva com três filhos, recebe um diagnóstico de câncer terminal, ela decide tomar medidas extremas para reunir seus filhos adultos e dar-lhes uma lição. Eles, cansados de seus trabalho e ambições pessoais, se distanciaram de sua mãe e querem que sua casa e restaurante sejam herdados enquanto estão vivos. Doña Luz sabe que não tem muito tempo, então os processa para obrigá-los a mudar e deixar-lhes a melhor herança que uma mãe pode lhes dar: a união entre irmãos.

## Elenco
- Diana Bracho - Luz Torres Mendoza Vda. de Rojas / Vda. de Rueda
- César Évora - Jesús Rojas Bañuelos
- Julián Gil - Carlos Iturbide Urquidi
- Emilio Osorio - Eduardo "Lalo" Rueda Torres / Ele mesmo
- Eva Cedeño - Regina Rueda Torres de Iturbide
- Mane de la Parra - Patricio Iturbide Casanova
- Julio Bracho - Esteban Astudillo Vidal
- René Casados - Wenceslao Rueda Cortés
- Lisette Morelos - Ofelia del Olmo Gascón de Iturbide
- Rafael Inclán - Don Fulgencio Morales Vela
- Fernando Noriega - Mariano Rueda Torres #2[7]
- Nicole Chávez - Camila Castillo Jaurello
- Beatriz Morayra - Rosalba Reyes Toledo de García
- Sherlyn González - Jade Castillo Jaurello[1]
- Juan Martín Jáuregui - Iván García Altamirano
- Sergio Basañez - Porfirio Reiner Springer
- Danka - Marisol "Sol"

## Audiência
| Horário             | # Eps. | Estreia                 | Estreia           | Final               | Final           | Posição | Temporada | Classificação geral |
| Horário             | # Eps. | Data                    | Primeiro capítulo | Data                | Último capítulo | Posição | Temporada | Classificação geral |
| ------------------- | ------ | ----------------------- | ----------------- | ------------------- | --------------- | ------- | --------- | ------------------- |
| Segunda—Sexta 20h30 | 101    | 22 de fevereiro de 2021 | 3.0               | 11 de julho de 2021 | 3.8             | #1      | 2021      | 3.1                 |

## Produção
As gravações começou em 9 de novembro de 2020, na cidade de Guanajuato. A atriz Azela Robinson será a diretora geral da telenovela.
Tanto Ariadne Díaz como José Ron foram confirmados nos papéis principais e ambos decidiram abandonar o projeto antes do início das filmagens, e acabou ficando para Mane de la Parra e Eva Cedeño.